# Заборави ме
Заборави ме је пети студијски албум српског фолк певача Жељка Шашића, издат 1999. године за Grand Production и Vujin Trade Line на аудио-касети и CDу. Албум је издат у сарадњи са Злаја бендом.

## Списак песама
| №   | Назив                | Текст                            | Трајање |  |
| 1.  | Заборави ме          | Драган Брајовић                  |         |  |
| 2.  | Нека очи ми узму     | Хусеин Алијевић и Љуба Цебаловић |         |  |
| 3.  | Марија               | Драган Брајовић                  |         |  |
| 4.  | Невернице мала       | Драган Брајовић                  |         |  |
| 5.  | Краљица              | Драган Брајовић                  |         |  |
| 6.  | Онај који ништа нема | Драган Брајовић                  |         |  |
| 7.  | Стража               | Драган Брајовић                  |         |  |
| 8.  | Животе мој           | Хусеин Алијевић и Љуба Цебаловић |         |  |
| 9.  | Шта ћу тамо          | Драган Брајовић                  |         |  |
| 10. | Дал' је могуће       | Хусеин Алијевић и Љуба Цебаловић |         |  |